# João Luiz Roth
João Luiz Roth (Santa Maria, 1951) é um artista plástico brasileiro, especializado em desenho, gravura e pintura.
É graduado em Desenho e Plástica pela Universidade Federal de Santa Maria, pós-graduado pela Universidade Complutense de Madri e doutor em Letras pela Pontifícia Universidade Católica do Rio Grande do Sul (PUCRS).
Em 1983 participou da mostra Arte Gaúcha Hoje, no pavilhão da Bienal, em São Paulo.
É também ilustrador e capista de livros.

## Referências Críticas

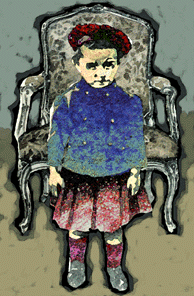
Obra de João Luiz Roth